# (3833) Calingasta
(3833) Calingasta es un asteroide perteneciente al grupo de los asteroides que cruzan la órbita de Marte descubierto por James Gibson y Carlos Ulrrico Cesco desde el observatorio de El Leoncito, Argentina, el 27 de septiembre de 1971.

## Designación y nombre
Calingasta fue designado al principio como 1971 SC.
Posteriormente, en 1997, se nombró por el departamento argentino de Calingasta donde se encuentra el observatorio desde el que se descubrió el asteroide.

## Características orbitales
Calingasta orbita a una distancia media de 2,197 ua del Sol, pudiendo acercarse hasta 1,344 ua y alejarse hasta 3,05 ua. Su inclinación orbital es 12 grados y la excentricidad 0,3882. Emplea en completar una órbita alrededor del Sol 1189 días.

## Características físicas
La magnitud absoluta de Calingasta es 15,3 y el periodo de rotación de 199 horas. Está asignado al tipo espectral Cb de la clasificación SMASSII.